# Rhipsalis paradoxa
Rhipsalis paradoxa ist eine Pflanzenart in der Gattung Rhipsalis aus der Familie der Kakteengewächse (Cactaceae). Das Artepitheton paradoxa stammt aus dem Lateinischen und bedeutet ‚seltsam‘.

## Beschreibung
Rhipsalis paradoxa wächst epiphytisch in großen Büscheln mit reich verzweigten, hängenden Trieben von begrenztem Wachstum, die sich ausschließlich akroton verzweigen. Die drei- bis vierkantigen, hellgrünen Triebe weisen zickzackförmige, unterbrochene Kanten auf. Die Kantenabschnitte sind bis 5 Zentimeter lang.  Die Areolen sind bewollt und ohne Borsten.
Die weißen Blüten erscheinen einzeln in der Nähe der Triebspitzen und erreichen eine Länge von bis 2 Zentimetern. Die kugelförmigen Früchte sind weiß oder rosafarben überhaucht.

## Verbreitung, Systematik und Gefährdung
Das Verbreitungsgebiet von Rhipsalis paradoxa reicht vom Nordosten bis in den Südosten Brasiliens.
Die Erstbeschreibung als Lepismium paradoxum durch Ludwig Georg Karl Pfeiffer wurde 1837 veröffentlicht. Joseph zu Salm-Reifferscheidt-Dyck stellte die Art 1845 in die Gattung Rhipsalis. Weitere nomenklatorische Synonyme sind Hariota paradoxa (Salm-Dyck ex Pfeiff.) Kuntze (1891) und Hylorhipsalis paradoxa (Salm-Dyck ex Pfeiff.) Doweld (2002).
Es werden folgende Unterarten unterschieden:
- Rhipsalis paradoxa subsp. paradoxa
- Rhipsalis paradoxa subsp. septentrionalis N.P.Taylor & Barthlott

Rhipsalis paradoxa wurde in der Roten Liste gefährdeter Arten der IUCN von 2002 als „Least Concern (LC)“, d. h. nicht gefährdet, eingestuft. Die Unterart Rhipsalis paradoxa subsp. septentrionalis galt 2002 als „Endangered (EN)“, d. h. stark gefährdet. Nach der Überarbeitung der Liste 2013 wird die Art als „Least Concern (LC)“, d. h. als nicht gefährdet geführt und die Unterart Rhipsalis paradoxa subsp. septentrionalis aus der Liste ausgeschlossen.

## Nachweise